# Coenosia iniqua
Coenosia iniqua este o specie de muște din genul Coenosia, familia Muscidae, descrisă de Stein în anul 1911. Conform Catalogue of Life specia Coenosia iniqua nu are subspecii cunoscute.